# 保原彩夏
保原 彩夏（ほばら さやか、1998年7月30日‐）は、宮城県石巻市出身のバドミントン選手。ヨネックス所属。164cm。左利き。

## 略歴
石巻市立鹿妻小学校、聖ウルスラ学院英智中学校を経て聖ウルスラ学院英智高等学校に進学。在学中の2016年、松山奈未と組んだ世界ジュニアバドミントン選手権大会女子ダブルスで優勝を果たした。その後、ヨネックスに進み、2019年、大阪インターナショナルチャレンジでも曽根夏姫と組んだダブルスで優勝を果たした。